# Вавилон-5: Ріка душ
Вавилон-5: Ріка душ (Babylon 5: The River of Souls) — телевізійний фільм — спін-оф науково-фантастичного серіалу «Вавилон-5». Фільм знімався 1998 роцку та є канонічним продовженням всесвіту основного серіалу. Час дії 2263 рік — перший рік після закінчення основної дії в серіалі.

## Зміст
Космоархеолог Роберт Брайсон знаходить склад раси мисливців на душі і викрадає звідти артефакт. Цю сферу що світиться він привозить на «Вавилон-5», де намагається презентувати Майклу Гарібальді (на той час президенту великої корпорації на Марсі) задля отримання коштів для проекту по досягненню безсмертя. Однак в пошуках артефакта на станцію прилітає мисливець за душами, який повідомляє Майклу і Елізабет Локлі те, що куля містить мільярди душ загиблої цивілізації з планети ралгіан. Тепер померлі горять бажанням вирватися на волю та помститися, і його завдання — зупинити цей процес за будь-яку ціну.
Внаслідок аварії Елізабет Локлі потрапляє в світ втраченої раси, де зустрічається з її представником. Той повідомляє капітану, що інопланетяни насправді не вмирали, а еволюціонували — вони повинні були перейти на рівень існування у вигляді чистої енергії. Коли Локлі повертається в реальність, з'ясовується, що станція оточена кораблями мисливців за душами. Однак їй вдається залучити на свою сторону першого мисливця, який обіцяє поговорити з іншими членами ордена.
У свою чергу ралгіани з метою помсти намагаються підірвати реактор станції, що має знищити всі кораблі навколо «Вавилону». Тоді перший мисливець вирішує принести себе в жертву задля спокутування за діяння своїх побратимів, при цьому обіцяючи, що душі все-таки будуть звільнені. Своєю смертю він запобігає катастрофі.